# Salivazo

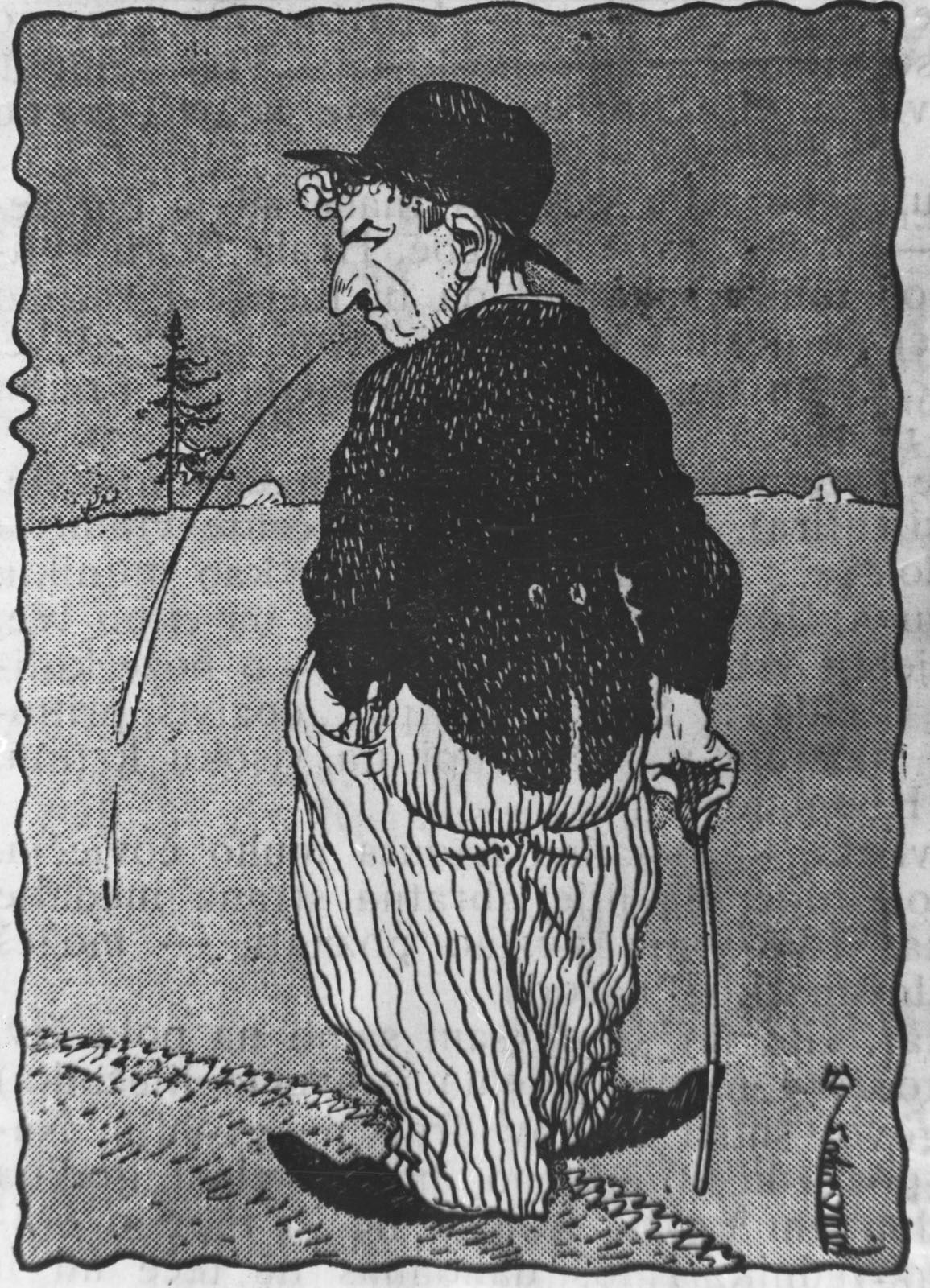
Una caricatura de Charlie Chaplin escupiendo en el suelo (1931, de Hinko Smrekar)

Un salivazo, escupida o escupitajo es la acción intencionada y forzada de expulsar saliva desde la boca, dirigida hacia una persona, objeto o al suelo. Es un gesto universalmente reconocido como agresivo, desafiante o de desprecio. 

## Características
- Mecánica: Requiere presión diafragmática y movimiento lingual brusco (diferente del brozo salival accidental).
- Alcance: Puede llegar a 1–3 metros dependiendo de la fuerza.
- Volumen: ~0,5–2 ml por escupitajo (estudio: Journal of Oral Biology, 2020).

## Contexto cultural e histórico
Insultos rituales:

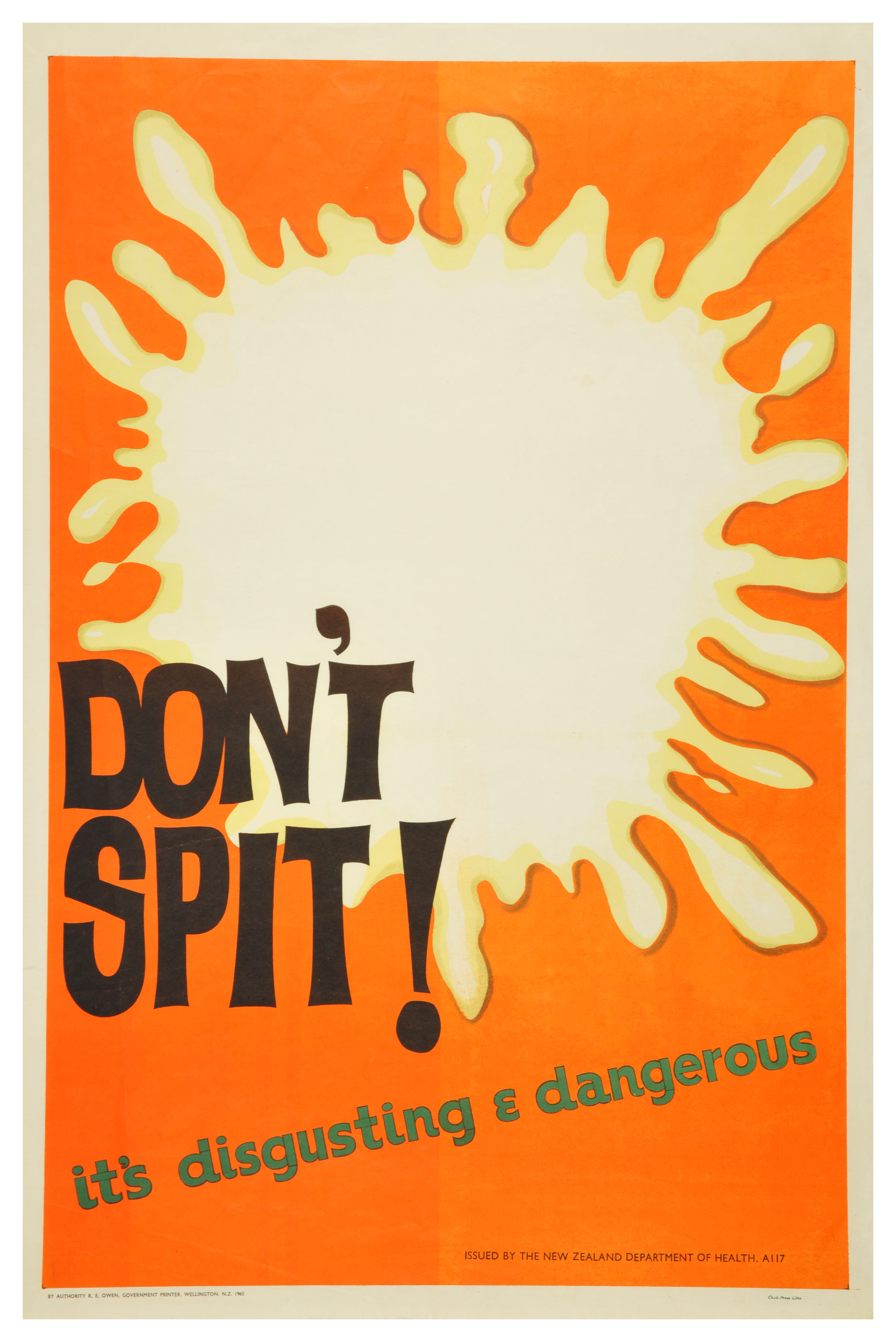
Cartel de prevención: "No escupes".

- Edad Media: Escupir a alguien era equivalente a rechazo social (documentado en Las Partidas de Alfonso X).[3]
- Escupir en el suelo después de un insulto; según Joan Amades, era un acto de rechazo en algunas comunidades rurales catalanas,[4] pero sin connotación de venganza como en la cultura gitana en la que escupir en el suelo después de un insulto era juramento de venganza.[5]

Derecho consuetudinario :
- En "Los juramentos medievales" (UB, 2012), se analizan juramentos con escupitajos como actos públicos.[6]

Deportes:
- Fútbol: [7] por escupitajos (artículo 12 del Reglamento FIFA).
- Boxeo: Penalización inmediata (ejemplo: Mike  Evander Holyfield, 1997).[8]

Protestas:
- 2017-2019 : Algunos vídeos en redes sociales mostraron personas escupiendo a retratos del rey durante las protestas .

## Sinónimos y variantes regionales

### Sinónimos y variantes regionales de "salivazo/escupitajo" en castellano
| Término          | Región/País           | Intencionalidad | Registro      | Ejemplo de uso                          |
| ---------------- | --------------------- | --------------- | ------------- | --------------------------------------- |
| Escupitajo       | Panhispánico          | Sí (agresivo)   | Neutro        | "Dejó un escupitajo en el suelo".       |
| Salivazo         | España, Cono Sur      | Sí (desafío)    | Neutro        | "Le lanzó un salivazo al rostro".       |
| Gomazo           | El Salvador, Honduras | Sí (jocoso)     | Coloquial     | "El niño tiró un gomazo a su amigo".    |
| Lanzar un pepino | México                | Sí (irónico)    | Slang juvenil | "¡No me tires pepinos!" (evítalo).      |
| Pasto            | Colombia              | Sí (despectivo) | Vulgar        | "Le echó un pasto en la cara".          |
| Chisguete        | Nicaragua             | Sí/No           | Coloquial     | "Al reírse, le salió un chisguete".     |
| Bufido           | Argentina (norte)     | No (accidental) | Técnico       | "El bufido al hablar le mojó el papel". |
| Salivada         | Uso médico            | No              | Técnico       | "Salivada excesiva (sialorrea)".        |
| Garzo            | Argentina             | Sí              | Coloquial     | "Le echó un garzo en la cara".          |

### Clasificación adicional
1. Términos legales:
  - "Proyección salival intencional" (informes policiales).
  - "Agresión con fluidos biológicos" (Código Penal español, Art. 620).
2. Eufemismos:
  - "Lanzar un fresco" (Cuba, jocoso).
  - "Regar el jardín" (España, irónico).
3. Diferencias clave:
  - Intencionales: Escupitajo, salivazo, gomazo (conllevan agresividad).
  - Accidentales: Bufido, chisguete (sin voluntad de ofender).

### Ejemplo de uso en contexto
- Colombia: "En el fútbol, le dieron tarjeta roja por tirar un pasto al árbitro".
- España: "Escupir en la calle puede multarse con hasta 600€" (Ley de Seguridad Ciudadana).

### Términos técnicos:
- Proyección salival intencional (informes médicos/legales).
- Expulsión oral forzada (contexto policial).

## Refranes
1. "Quien escupe al cielo, en la cara le cae"
  - Significado: Las malas acciones se vuelven contra quien las hace.
  - Variante: "El que escupa pa’rriba, en la jeta le cae" (México).
2. "No escupas en el pozo, que después beberás de él"
  - Equivalente a: "No muerdas la mano que te da de comer".
3. "Escupir y besar, no puede ser"
  - Enseñanza: La contradicción entre ofender y reconciliarse.

### Dichos sobre el desprecio y la saliva
1. "No vale ni su escupitajo"
  - Uso: Despreciar a alguien o algo como indigno.
2. "Más se perdió en la guerra, y no fue escupitajo" (Argentina/Uruguay)
  - Contexto: Minimizar un problema comparándolo con algo trivial.
3. "Escupir para arriba, nunca falta quien lo pague" (Colombia)
  - Variante moralista: Similar al refrán 1, pero con tono de advertencia.

### Refranes higiénicos o de sabiduría popular
1. "Donde escupe uno, no escupa otro" (Andalucía)
  - Sentido: Evitar conflictos innecesarios.
2. "Saliva de gavilán, ni tragar ni escupir" (Extremadura)
  - Origen: Advierte sobre lo dañino de ciertas situaciones sin salida.
3. "Escupir en la iglesia, ni aunque te ahogues" (Castilla)
  - Tabú social: Critica los actos inapropiados en lugares sagrados.

### Dichos humorísticos o irónicos
1. "Escupir no es arte, pero hay quien le da altura" (Murcia)
  - Tono: Burla a quienes presumen de escupir lejos.
2. "Tanto escupir, que al final te quedas seco"
  - Moraleja: Las acciones agresivas acaban perjudicando al que las realiza.

### Contexto legal y social
- En muchos lugares, "escupir a alguien" se considera agresión (ej. España: Art. 620.1 del Código Penal).
- Refrán relacionado: "Escupitajo al aire, multa segura" (adaptación moderna sobre normas cívicas).